# Northrop Grumman Firebird

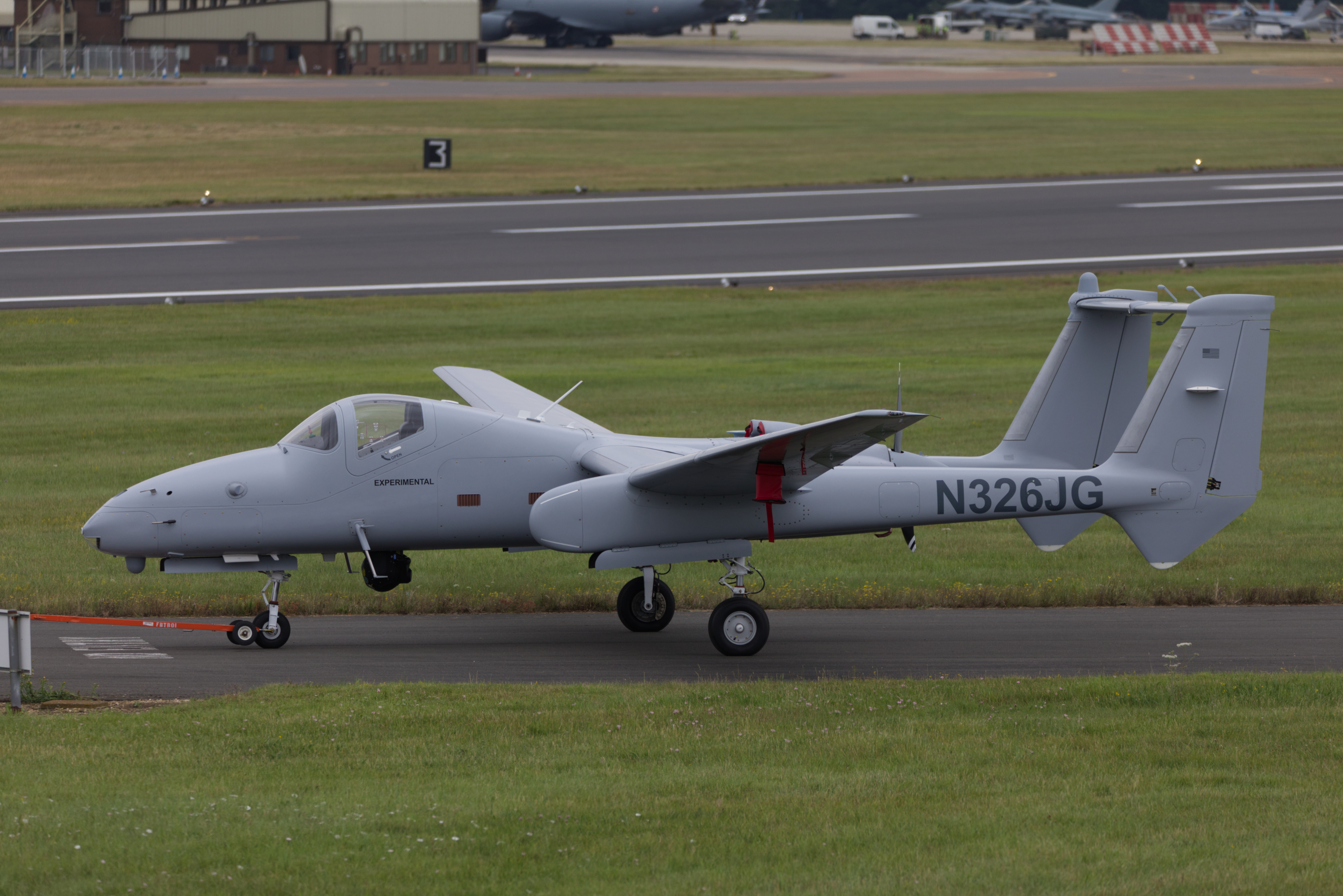
Un Firebird au Royal International Air Tattoo de juillet 2019.

Le Northrop Grumman Firebird est un avion de reconnaissance conçu par Scaled Composites, l'atelier de conception de Northrop Grumman.

## Historique
Le premier vol à lieu en février 2010 et il révélé au public le 9 mai 2011.
Cet avion classé comme un drone optionnellement piloté peut être piloté à distance ou de manière plus conventionnelle par un pilote.
Le Firebird est conçu pour voler jusqu’à 40 heures à une vitesse maximale de 370 km/h à une altitude de 30 000 pieds (9 100 m) (voir plus selon des observateurs) avec une capacité de charge utile de 560 kg, Il est propulsé par un à moteur à piston Lycoming TEO-540. L’avion peut emporter de l’armement. 
Il est conçu pour emporter jusqu’à quatre nacelles de reconnaissance. L’aéronef peut visualiser simultanément des images infrarouges, collecter des vidéos à haute définition en temps réel, scanner une zone grâce à un radar et effectuer des opérations de renseignement électronique.